# Ina (Nagano)
Ina (Japans: 伊那市, Ina-shi) is een stad in de prefectuur Nagano op het Japanse eiland Honshu. De stad heeft een oppervlakte van 667,81 km² en had op 1 maart 2008 ongeveer 72.000 inwoners.

## Geschiedenis
Ina werd op 31 maart 2006 een stad (shi) door samenvoeging van de oude gemeente Ina met Takato en Hase.

## Verkeer
Ina ligt aan de Iida-lijn van Central Japan Railway Company.
Ina ligt aan de Chūō-autosnelweg en aan de autowegen 152, 153 en 361.

## Stedenbanden
Ina heeft een stedenband met
- Peking, Volksrepubliek China, sinds 22 november 1994.

## Aangrenzende steden
- Suwa
- Shiojiri
- Komagane
- Chino
- Minami-Alps
- Hokuto
- Shizuoka